# Élection présidentielle de 2020 en Illinois
L'élection présidentielle américaine de 2020 en Illinois a lieu le 3 novembre 2020 comme dans les 50 autres États ainsi que le district de Columbia. Les électeurs illinoisais choisiront des grands-électeurs pour les représenter dans le collège électoral à travers un vote populaire. L'État de l'Illinois possède 20 grands-électeurs.  

## Résultats
| Candidats et colistiers  | Candidats et colistiers            | Partis            | Vote populaire | Vote populaire | Grands électeurs |
| Candidats et colistiers  | Candidats et colistiers            | Partis            | Voix           | %              | Voix             |
| ------------------------ | ---------------------------------- | ----------------- | -------------- | -------------- | ---------------- |
|                          | Donald Trump Mike Pence            | Parti républicain | 2 446 891      | 40,6 %         | 0                |
|                          | Joe Biden Kamala Harris            | Parti démocrate   | 3 471 915      | 57,5 %         | 20               |
|                          | Jo Jorgensen Spike Cohen           | Parti libertarien | 66 544         | 1,1 %          | 0                |
|                          | Howie Hawkins Angela Nicole Walker | Parti vert        | 30 494         | 0,5 %          | 0                |
|                          | Autres candidats                   | Autres candidats  | ///            | ///            | ////             |
|                          |                                    |                   |                |                |                  |
| Total                    | Total                              | Total             |                | 100            | 20               |
| Abstention               |                                    |                   |                |                |                  |
| Inscrits / participation |                                    |                   |                |                |                  |